# Brânză

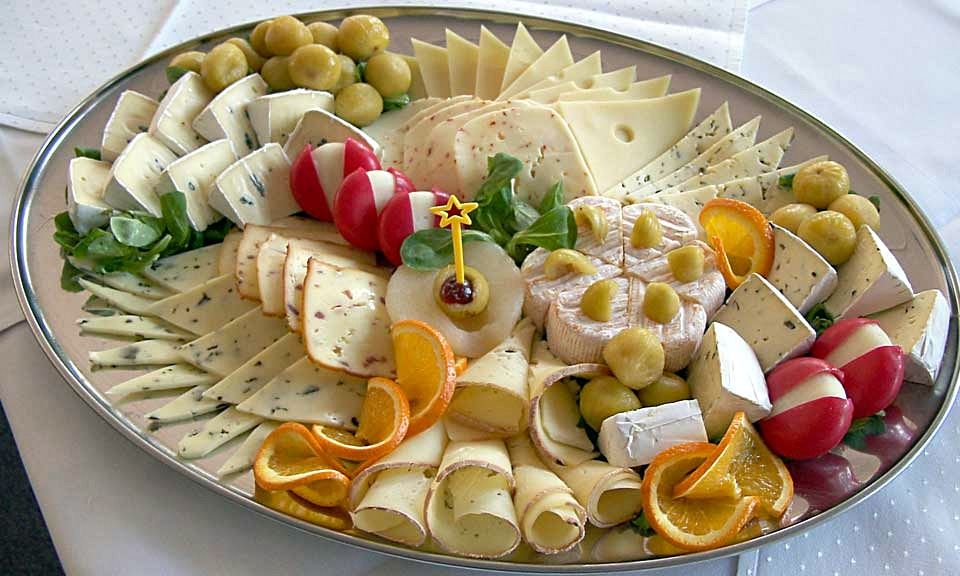
Un platou cu brânză și garnituri

Brânza este un produs lactat obținut prin coagularea laptelui anumitor animale, mai des vaci, dar și capre, iaci, oi și bivoli. Pentru a se obține închegarea laptelui, este folosit cheagul, dar unele tipuri de brânză sunt închegate cu acizi precum oțet sau suc de lămâie, fie cu anumite specii de Cynara.
Cheagul este o enzimă, obținută în mod tradițional din stomacul vițeilor, dar, mai frecvent, în prezent, se folosesc înlocuitori microbiologici (obținuți în laborator). Pentru a reduce pH-ul și pentru a dezvolta savoarea, brânzei îi sunt adăugate bacterii, iar anumite tipuri de brânză au mucegai pe coajă sau în interior. Culoarea naturală variază de la alb la galben. La anumite tipuri de brânză se adaugă plante și mirodenii.
Diferitele tipuri și variante de brânză sunt rezultatul unor tipuri diferite de bacterii și mucegaiuri, niveluri diferite de grăsime a laptelui, cât și diferențe în procesare.

## Etimologie

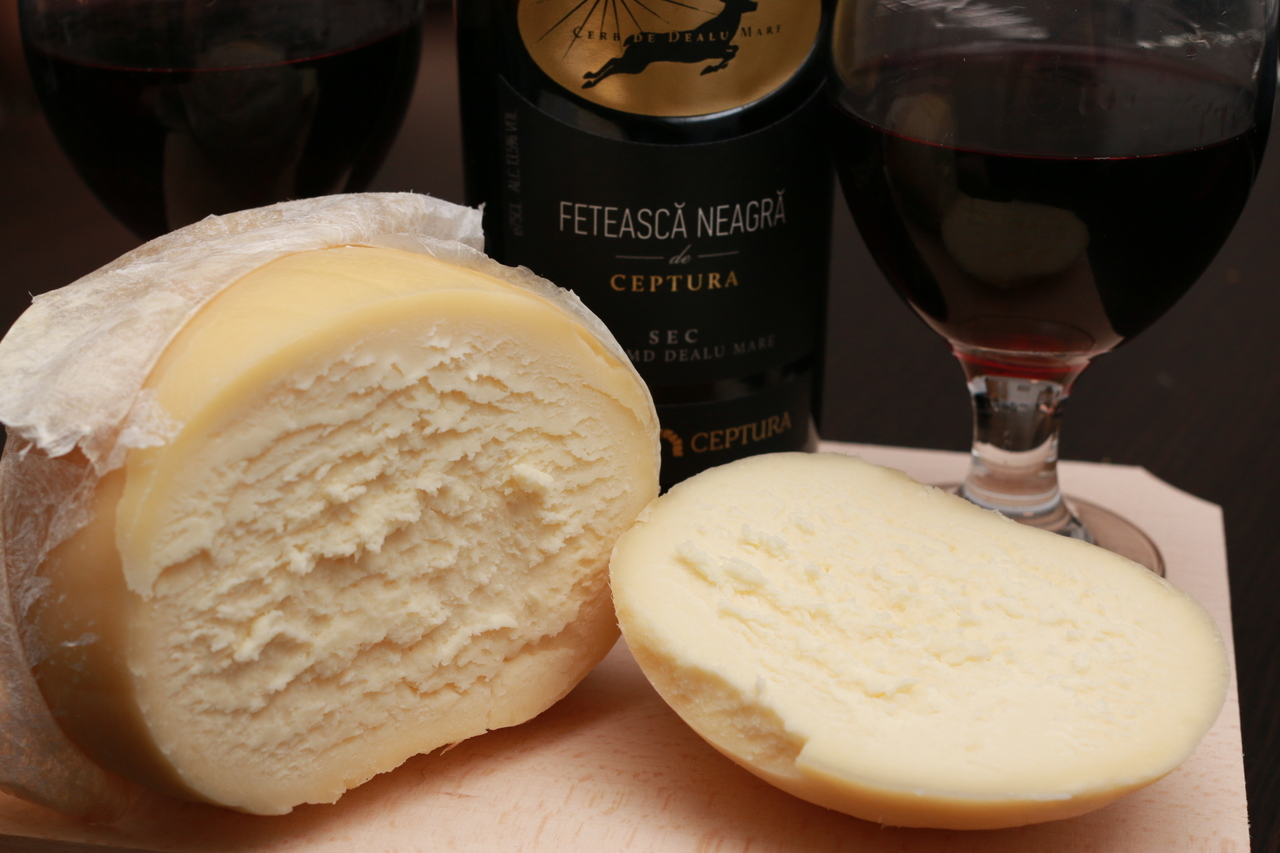
Brânză de burduf

Pascu a sugerat mai întâi o posibilă derivație de la interjecția bîr ori ber, idee însolită, dar care a fost totuși preluată de Lahovary, cu circumstanța de a o fi combinat cu rânză, și de a considera cuvintele ca provenind din fondul lingvistic anterior influenței indo-europene. 
El a scris apoi despre o derivație de la cuvântul tracic berenza, care poate veni de la ber = „oaie”. 
După Densusianu, este vorba de rădăcina iraniană renc-, renz-, rînz-: „a stoarce, a strivi”, adică „în stoarcere” = „bî renz-”. Rezultatul b-renza › brânza pare normal, din punct de vedere fonetic și semantic.
Când romanii au început să facă brânză tare pentru legionarii lor, sacul care era folosit pentru stoarcerea brânzei, astăzi sedilă sau zăgârnă, s-a numit probabil în trecut brandeum ori brăndăș, ori brandie care însemna „pânză de in” (tifon) și care apare în Evul Mediu cu sensurile de „văl subțire pentru relicve”, „pânză” și „legătură, brâu”.
După Giuglea, ar trebui plecat de la brendia ori brandia, folosită pentru stoarcerea zerului din brânză, care s-ar trage dintr-un cuvânt indo-european gurendh „a fermenta, a acri”; ideea aceasta a fost preluată de Pedersen [în Lingua Posnaniensis, I (1949), pg. 1-2].
Ambele afirmații sunt valide pentru că crescătorii de oi care au păstrat tradiția transhumanței în sudul și nordul Dunării încă folosesc rânză (stomac triturator) pentru a porni acrirea laptelui de oaie, nu doar pentru brânza de burduf ci și pentru cașul semiprelucrat care este fermentat în ciubăr din lemn.

## Clasificare
În funcție de natura laptelui folosit ca materie primă și de tehnologia aplicată se pot obține numeroase sortimente de brânzeturi. Această diversitate face dificilă o clasificare precisă a brânzeturilor în grupe perfect delimitate.
- După felul laptelui:
  - brânzeturi din lapte de oaie
  - brânzeturi din lapte de vacă
  - brânzeturi din lapte de bivoliță
  - brânzeturi din lapte de capră

- După conținutul de grăsime:
  - brânzeturi slabe
  - brânzeturi semigrase
  - brânzeturi grase
  - brânzeturi foarte grase

- După consistența pastei:
  - brânzeturi moi
  - brânzeturi semitari
  - brânzeturi tari

- După procesul de fabricație:
  - brânzeturi proaspete
  - brânzeturi maturate
  - brânzeturi în saramură
  - brânzeturi cu pastă opărită
  - brânzeturi topite
  - brânzeturi frământate

- După adaosuri:
  - brânzeturi dulci
  - brânzeturi cu condimente.

## Producere
Lapte și grăsime
Diferitele tipuri de brânză sunt fabricate din lapte pasteurizat sau brut de vaci, capre, oi, bubalus sau iepuri. Conținutul de grăsime din brânză poate fi mai mic de 10% sau mai mult de 70% în materie uscată. Prin grăsimi, brânzeturile sunt împărțite în grăsimi scăzute, ușoare, normale, duble și triple.
Ferment
Pe lângă lapte, compoziția brânzei poate include și cheag sau acid, sub acțiunea cărora coagulează laptele (cheagul sau brânza de lapte fermentat). În acest timp, în brânză pot acționa diverse tipuri de mucegai, microorganisme sau bacterii.
Procesul de fabricație
Fiecare tip de brânză este fabricat prin tehnologia proprie. Principiul general de fabricare a brânzei este, de obicei, același: laptele este pregătit, se utilizează cheag, se colectează brânza, se filtrează, se amestecă, se încălzește; apoi are loc sărarea și maturarea brânzei. Formele sau bacteriile se adaugă la unele brânzeturi.
Nume
De foarte multe ori numele de brânză vorbesc despre locul în care acest tip de brânză a fost făcută pentru prima dată. Uneori, brânza este numită după persoana care a inventat metoda de fabricare a acesteia. Numele brânzei poate reflecta oricare din caracteristicile sale - forma capului, textura.

### Pasteurizare

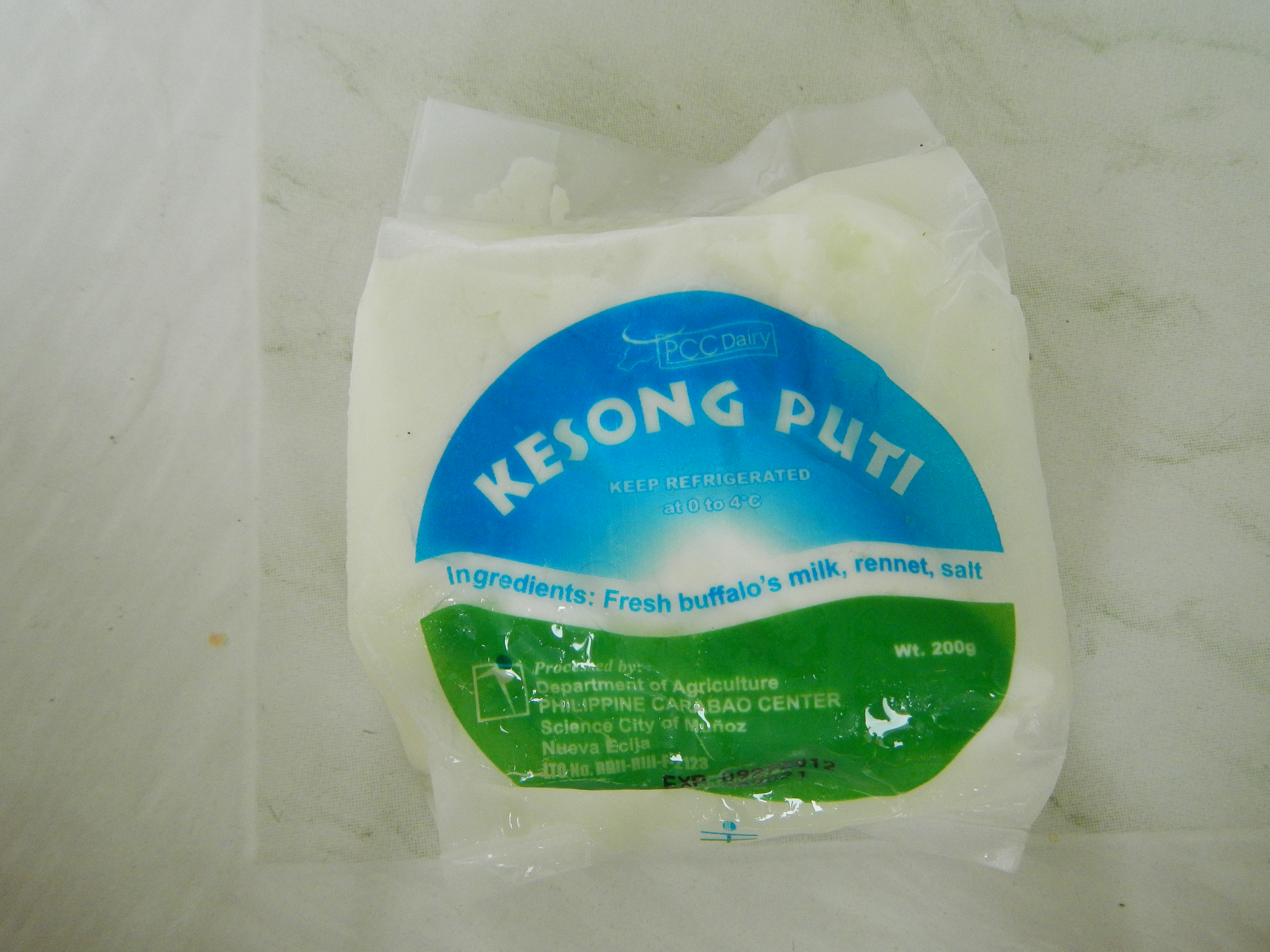
Brânză din Filipine

Numeroase agenții de siguranță alimentară din întreaga lume avertizează cu privire la pericolele utilizării laptelui crud și la riscul asociat cu consumarea brânzeturilor care nu au suferit o procedură de pasteurizare sau altă metodă de dezinfectare. De exemplu, reprezentanții Administrației pentru Alimentație și Medicamente din Statele Unite susțin acest lucru, consumul de lapte crud sau fabricarea brânzeturilor moi sau a altor brânzeturi poate duce la «boli infecțioase grave, inclusiv listerioza, bruceloza, salmoneloza și tuberculoza».

## Legături externe
Materiale media legate de brânză la Wikimedia Commons
- „brânză” la DEX online
- en  Cheese, madehow.com